# Болт (Західна Вірджинія)
Болт (англ. Bolt) — переписна місцевість (CDP) в США, в окрузі Релей штату Західна Вірджинія. Населення — 518 осіб (2020).

## Географія
Болт розташований за координатами 37°45′42″ пн. ш. 81°24′59″ зх. д. / 37.76167° пн. ш. 81.41639° зх. д. (37.761566, -81.416376).  За даними Бюро перепису населення США в 2010 році переписна місцевість мала площу 14,12 км², з яких 14,10 км² — суходіл та 0,02 км² — водойми.

## Демографія
Згідно з переписом 2010 року, у переписній місцевості мешкало 548 осіб у 221 домогосподарстві у складі 164 родин. Густота населення становила 39 осіб/км².  Було 237 помешкань (17/км²).
Расовий склад населення:
| - 99,3 % — білих - 0,2 % — чорних або афроамериканців |

До двох чи більше рас належало 0,5 %. Частка іспаномовних становила 0,7 % від усіх жителів.
За віковим діапазоном населення розподілялося таким чином: 22,6 % — особи молодші 18 років, 64,4 % — особи у віці 18—64 років, 13,0 % — особи у віці 65 років та старші. Медіана віку мешканця становила 37,8 року. На 100 осіб жіночої статі у переписній місцевості припадало 103,7 чоловіків;  на 100 жінок у віці від 18 років та старших — 100,0 чоловіків також старших 18 років.
За межею бідності перебувало 38,1 % осіб, у тому числі 71,0 % дітей у віці до 18 років та 33,7 % осіб у віці 65 років та старших.
Цивільне працевлаштоване населення становило 171 осіб. Основні галузі зайнятості: сільське господарство, лісництво, риболовля — 44,4 %, публічна адміністрація — 11,1 %, освіта, охорона здоров'я та соціальна допомога — 11,1 %.